# Florentina Iusco
Florentina Costina Iusco, z d. Marincu (ur. 8 kwietnia 1996 w Devie) – rumuńska lekkoatletka specjalizująca się w skoku w dal i trójskoku. Okazjonalnie biega także krótkie dystanse sprinterskie.
W 2013 została mistrzynią świata juniorów młodszych zarówno w skoku w dal, jak i w trójskoku. Medalistka mistrzostw Rumunii oraz reprezentantka kraju na drużynowych mistrzostwach Europy.

## Osiągnięcia
| Rok  | Impreza                               | Miejsce     | Konkurencja        | Lokata            | Wynik |
| ---- | ------------------------------------- | ----------- | ------------------ | ----------------- | ----- |
| 2013 | Halowe mistrzostwa Europy             | Göteborg    | skok w dal         | el. – 17. miejsce | 5,98  |
| 2013 | I liga drużynowych mistrzostw Europy  | Dublin      | sztafeta 4 × 100 m | 5. miejsce        | 45,37 |
| 2013 | Mistrzostwa świata juniorów młodszych | Donieck     | skok w dal         | 1. miejsce        | 6,42  |
| 2013 | Mistrzostwa świata juniorów młodszych | Donieck     | trójskok           | 1. miejsce        | 13,75 |
| 2013 | Mistrzostwa Europy juniorów           | Rieti       | skok w dal         | el. – 15. miejsce | 6,03  |
| 2013 | Mistrzostwa Europy juniorów           | Rieti       | trójskok           | 4. miejsce        | 13,23 |
| 2015 | Halowe mistrzostwa Europy             | Praga       | skok w dal         | 3. miejsce        | 6,79  |
| 2015 | Mistrzostwa Europy juniorów           | Eskilstuna  | skok w dal         | 1. miejsce        | 6,78  |
| 2015 | Mistrzostwa Europy juniorów           | Eskilstuna  | trójskok           | 3. miejsce        | 13,08 |
| 2015 | Mistrzostwa świata                    | Pekin       | skok w dal         | el. –             | NM    |
| 2018 | Mistrzostwa Europy                    | Berlin      | skok w dal         | el. – 25. miejsce | 6,17  |
| 2019 | Halowe mistrzostwa Europy             | Glasgow     | skok w dal         | 8. miejsce        | 6,49  |
| 2019 | Uniwersjada                           | Neapol      | skok w dal         | 3. miejsce        | 6,55  |
| 2019 | Mistrzostwa świata                    | Doha        | skok w dal         | el. – 29. miejsce | 6,22  |
| 2021 | Halowe mistrzostwa Europy             | Toruń       | trójskok           | el. – 12. miejsce | 13,65 |
| 2021 | Halowe mistrzostwa Europy             | Toruń       | skok w dal         | 8. miejsce        | 6,38  |
| 2021 | I liga drużynowych mistrzostw Europy  | Kluż-Napoka | skok w dal         | 1. miejsce        | 6,55  |
| 2021 | Igrzyska olimpijskie                  | Tokio       | skok w dal         | el. – 20. miejsce | 6,36  |
| 2022 | Halowe mistrzostwa świata             | Belgrad     | skok w dal         | 14. miejsce       | 6,24  |
| 2022 | Mistrzostwa Europy                    | Monachium   | skok w dal         | el. –             | NM    |
| 2023 | Halowe mistrzostwa Europy             | Stambuł     | skok w dal         | el. – 14. miejsce | 6,37  |
| 2024 | Mistrzostwa Europy                    | Rzym        | trójskok           | 9. miejsce        | 13,76 |
| 2024 | Mistrzostwa Europy                    | Rzym        | skok w dal         | el. – 15. miejsce | 6,58  |

## Rekordy życiowe
- Skok w dal (stadion) – 6,92 (2019)
- Skok w dal (hala) – 6,79 (2015)
- Trójskok (stadion) – 13,84 (2020)
- Trójskok (hala) – 14,15 (2024)